# Маслії
Маслії́ —  село в Україні, у Дергачівській міській громаді Харківського району Харківської області. Населення становить 18 осіб. До 2020 орган місцевого самоврядування — Дергачівська міська рада.

## Географія
Село Маслії розміщене за 2 км від сіл Болибоки, Мищенки, Миронівка, примикає до села Лещенки. Поруч проходить автомобільна дорога Т 2103. До села примикають невеликі лісові масиви (дуб).

## Історія
12 червня 2020 року, розпорядженням Кабінету Міністрів України № 725-р «Про визначення адміністративних центрів та затвердження територій територіальних громад Харківської області», увійшло до складу Дергачівської міської громади.
19 липня 2020 року, в результаті адміністративно-територіальної реформи та ліквідації Дергачівського району, село увійшло до складу Харківського району.